# 腦啡肽酶
腦啡肽酶（Enkephalinases）是可以分解内源性腦啡肽鴉片肽的酶，包括以下幾種：
- 丙氨酸氨肽酶（APN）[1]
- 中性肽链内切酶（英语：Neutral endopeptidase）（NEP）[1]
- 二肽酰氨肽酶III（英语：Dipeptidyl peptidase 3）（DPP3）[1]
- 羧肽酶A6（CPA6）[2]
- Leucyl-cystinyl氨肽酶（英语：Leucyl/cystinyl aminopeptidase）（LNPEP）
- 血管紧张素Ⅰ转化酶（ACE）[3]